# مقادير شرعية
المقادير الشرعية هي معايير محددة في الشرع الإسلامي لتحديد مقدار الكم بطريق الوزن والكيل والمقادير الأخرى مثل: المسافة، ويقصد بالمقادير على وجه التحديد: مجموعة من المقادير المحددة في الشرع التي يكون تخصيص التقدير بها، مثل: المثقال، والأوقية، في الوزن، والصاع والمد في الكيل. والبريد والفرسخ في المسافة وغيرها.
اهتم المسلمون كثيرا بالمكاييل والأوزان لما ارتبطت به من قمع للغش والتدليس أولا، ولارتباطها بالشريعة الإسلامية مثل الصدقات والكفارات وجمع للمؤن والخراج في البلاد الإسلامية.
وكتب المسلمون قديما وحديثا في ذلك كأحمد العزفي السبتي واحمد بن محمد العددي وعلي جمعة والمستشرق فالتر هنتس.

## توحيد المكايل في العهد الإسلامي
كانت الموازين معروفة في وقت الرسول كالأوقية والمثقال منذ الجاهلية وأقرها الرسول. وحسب السيوطي إن أول من وحد الدرهم الإسلامي هو عمر بن الخطاب بعد أن رأى اختلافات كبيرة بين الدراهم بين البغلي واليمني والطبري فأمروا أن يوحدوا حسب ما يتعامل به الناس من متوسط الدرارهم. ولم يتم صكها وضربها بتعاريف إسلامية إلا في أيام عبد الملك بن مروان.
كانت الأطوال معروفة في وقت الرسول كالمرحلة والفرسخ منذ الجاهلية واقرها الرسول.

## جدول يحتوي على خلاصة الأطوال
| من الأطوال                                              | مقداره                                    | من الأطوال                                            | مقداره                           |
| ------------------------------------------------------- | ----------------------------------------- | ----------------------------------------------------- | -------------------------------- |
| - الذراع عند الحنفية: - المالكية: - الشافعية والحنابلة: | - 46.375 سنتيمتر (سم) - 53 سم - 61.834 سم | - ميل عند الحنفية والمالكية: - الشافعية والحنابلة:    | - 1855 الحنابلة متر (م) - 3710 م |
| - الإصبع عند الحنفية: - المالكية: - الشافعية والحنابلة: | - 1.932 سم. - 1.472 سم. - 2.576 سم        | - الفرسخ عند الحنفية والمالكية: - الشافعية والحنابلة: | - 5565 م - 11130 م               |
| - القبضة عند الحنفية: - المالكية: - الشافعية والحنابلة: | - 7.728 سم - 5.888 سم - 10.304 سم         | - البريد عند الحنفية والمالكية: - الشافعية والحنابلة: | - 22260 م - 44520 م              |
| - الشبر عند الحنفية - المالكية: - الشافعية والحنابلة:   | - 11.592 سم. - 8.832 سم. - 15.456 سم.     | - المرحلة عند الحنفية والمالكية - الشافعية والحنابلة: | - 44.520 كم - 89.04 كم           |
| - الباع عند الحنفية - المالكية: - الشافعية والحنابلة:   | - 1.855 م - 2.12 م. - 2.473 م             |                                                       |                                  |

## جدول يحتوي على خلاصة الموازين
| من الموازين                            | مقداره             | من الموازين                                  | مقداره                  |
| -------------------------------------- | ------------------ | -------------------------------------------- | ----------------------- |
| * الدرهم عند الحنفية: - وعند الجمهور:  | *3.125 غ - 2.975 غ | * الحبة عند الحنفية: - وعند الجمهور:         | *0.0425 غ - 0.059 غ     |
| الدينار بالاتفاق                       | 4.25 غ             | * الطسوج عند الحنفية: - وعند الجمهور:        | * 0.085 غ - 0.0.118 غ   |
| * النواة عند الحنفية: - وعند الجمهور:  | *15.6 غ - 14.875 غ | * القيراط عند الحنفية: - وعند الجمهور:       | *0.2125 غ - 0.1771 غ    |
| * الأوقية عند الحنفية: - وعند الجمهور: | *124.8 غ - 119 غ   | * الدانق عند الحنفية: - وعند الجمهور:        | *0.521 غ - 0.496 غ      |
| * النش عند الحنفية: - وعند الجمهور:    | *62.4 غ - 59.5 غ   | * القنطار عند الحنفية: - وعند الجمهور:       | *149.76 كغ - 142.8 كغ   |
| * الذرة                                | *0.00000023 غ      | المن عند الحنفية: - وعند الجمهور:            | 812.5 غ - 773.5 غ       |
| * القطمير:                             | *0.00000276 غ      | الكيلجة عند الحنفية: - وعند الجمهور:         | * 1523.5 غ - 1450.3 غ   |
| * النقير:                              | *0.00001656 غ      | الرطل عراقي عند الحنفية: - وعند الجمهور:     | * 406.25 غ - 382.5 غ    |
| * الفتيل:                              | *0.00009936 غ      | الإستار (ميزان) عند الحنفية: - وعند الجمهور: | * 20.3125 غ - 19.3375 غ |
| الفلس عند الحنفية: - وعند الجمهور:     | 0.521 غ - 0.496 غ  |                                              |                         |

## جدول يحتوي على خلاصة المكاييل
| من المكاييل                           | مقداره                   | من المكاييل                           | مقداره                  |
| ------------------------------------- | ------------------------ | ------------------------------------- | ----------------------- |
| * الكيلة:                             | 16.5 لتر (ل)             | * القسط عند الحنفية: - وعند الجمهور:  | *1.625 كيلوغرام (كغ)    |
| القدح (مكيال)                         | 2.0625 ل                 | * العرق عند الحنفية: - وعند الجمهور:  | * 48.75 كغ - 30.6 غ     |
| * المد عند الحنفية: - وعند الجمهور:   | * 812.5 غ - 510 غ        | * الإردب عند الحنفية: - وعند الجمهور: | * 78 كغ - 48.96 غ       |
| * الحفنة عند الحنفية: - وعند الجمهور: | * 812.5 غ - 510 غ        | * القفيز عند الحنفية: - وعند الجمهور: | * 98 كغ - 24.480 كغ     |
| * الصاع عند الحنفية: - وعند الجمهور:  | * 3.25 كغ - 2.04 كغ      | * الجريب عند الحنفية: - وعند الجمهور: | * 156 كغ - 97.92 كغ     |
| * الوسق عند الحنفية: - وعند الجمهور:  | * 195 كغ - 122.4 كغ      | المدي:                                | 45.9 كغ                 |
| * الكر عند الحنفية: - وعند الجمهور:   | * 2340 كغ - 1468.8 كغ    | الفرق عند الحنفية: - وعند الجمهور:    | * 6.5 كغ - 6.12 كغ      |
| * الويبة:                             | 33 ل                     | القربة عند الحنفية: - وعند الجمهور:   | * 40.625 كغ - 38.250 كغ |
| * القلة عند الحنفية: - وعند الجمهور:  | * 101.56 كغ. - 95.625 كغ | المكوك:                               | 3.06 كغ.                |